# 4,4'-二苯醚二甲酸
4,4'-二苯醚二甲酸是一种有机化合物，化学式为C14H10O5。它可由对二甲苯基醚的侧链甲基的氧化制备，也可通过对羟基苯甲酸甲酯和对溴苯甲酸甲酯与碳酸铯反应后水解得到。它是金属有机框架材料中常用的配体之一。